# Paragânglio

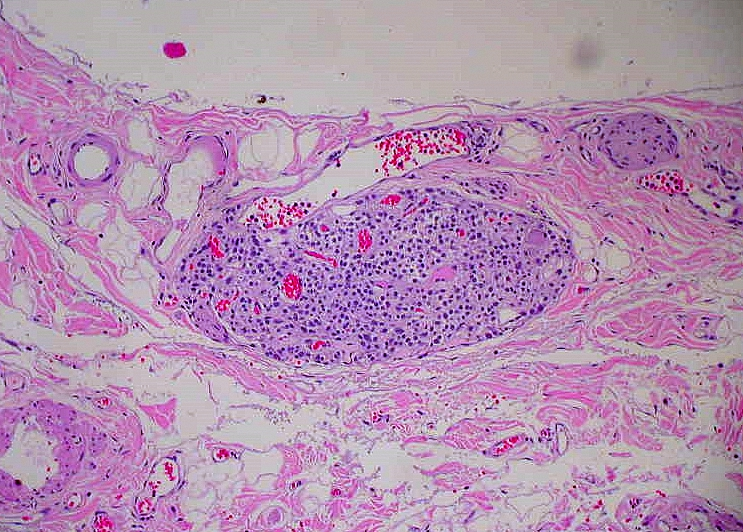
Paragânglio da vesícula biliar

Paragânglio é um grupo de células não-neuronais derivadas da crista neural. O seu nome deriva genericamente da sua proximidade com gânglios simpáticos. São essencialmente de dois tipos: paragânglios cromafins ou simpáticos constituídos por células cromafins e paragânglios não cromafins ou parassimpáticos constituídos por células glômicas. São células neuroendócrinas, as primeiras com funções primárias endócrinas e as últimas com funções primárias quimiorreceptoras.
Os paragânglios cromaffin (também designados corpos cromaffin) estão ligados aos gânglios do tronco simpático e aos gânglios dos plexos celíaco, renal, adrenal, aórtico e hipogástrico. Estão concentrados perto das suprarrenais e funcionam essencialmente como elas. Por vezes estabelecem conexões com gânglios de outros plexos simpáticos. O maior Paragânglio Cromaffin é o Orgão de Zuckerkandl, talvez o maior recurso de catecolaminas circulantes no feto e recém-nascido, e atrofia gradualmente. Este órgão pode ser uma fonte de paraganglioma e feocromocitoma.
Os paragânglios não cromafins incluem corpos carotídeos e corpos aórticos, alguns distribuídos na orelha, ao longo do nervo vago, na laringe e em vários outros locais.